# سهيل بشروئي
سهيل بديع بشروئي (14 سبتمبر/ أيلول 1929م - 2 سبتمبر/ أيلول 2015م) أستاذ ومؤلف وشاعر وناقد ومترجم لبناني ومنادٍ للسلام عالميًا.
كان أول عربيٍ يُعيّن رئيسًا لقسم اللغة الإنجليزية في الجامعة الأميركية في بيروت (1968م-1986م). كان أول شخصٍ غير غربي يتم تعيينه رئيسًا للرابطة الدولية لدراسة الأدب الأيرلندي. أصبح أول شاغلٍ لمنصب رئيس الكرسيّ البهائي للسلام العالمي في جامعة ميريلاند في أمريكا. كان الرئيس المؤسّس للاتحاد العالمي للدراسات الجبرانية وأستاذ منبر جبران خليل جبران في مركز أبحاث التراث في جامعة ماريلاند في الولايات المتّحدة الأميركية.
قام بتأليف عشرات الكتب والمقالات العلمية باللغتين الإنجليزية والعربية حول مواضيع تراوحت بين الأدب والدين والنظام العالمي والسلام العالمي. صُدر له العديد من الكتب بلغاتٍ عديدةٍ، من أشهرها بالعربية عن دار الساقي: «تراثنا الروحي»، «جبران الخالد»، «دين الله واحدٌ»، «صاحب السموّ الملكي الأمير تشارلز يتحدّث»، وبالإنجليزية عن الساقي لندن “The Literary Heritage of the Arabs”.

## طفولته
ولد سهيل بشروئي عام 1929م في الناصرة بـ فلسطين، والتحق بمدرسة سانت جورج في القدس.

## مهنته وإنجازاته
اشتُهر بإسهاماته من خلال كتبه ومحاضراته وأبحاثه الأكاديمية عن الشعراء الأيرلنديين دبليو بي ييتس، وجيمس جويس، وغيرهم من الشخصيات الأدبية الأيرلندية، مثل جون ميلينغتون سينغ. أما الشاعر الأيرلندي دبليو بي ييتس، فقد بذل بشروئي الكثير لإيصال شعر ييتس إلى الجمهور الناطق بالعربية، من خلال ترجماته إلى اللغة العربية. كان سهيل بشروئي أول شخصٍ غير غربيٍ يحضر المدرسة الصيفية في سليجو بأيرلندا، والتي افتتحت في عام 1960م، والتي تم تخصيصها وسُمّيت باسم ييتس. وفقاً لهذا، كتب سهيل بشروئي في عام 1962م رسالة الدكتوراة أطروحته في الأدب الإنجليزي، عن مسرحيات ييتس، المراجعات 1900 - 1910، أثناء دراسته للدكتوراه في جامعة ساوثامبتون، إنجلترا، المملكة المتحدة.
كان سهيل بشروئي أول مواطنٍ عربيٍ يتم تعيينه في كرسي اللغة الإنجليزية في الجامعة الأمريكية في بيروت، وهو المنصب الذي شغله منذ عام 1968م إلى عام 1986م. قام بالتدريس في جامعاتٍ في أفريقيا وأوروبا والشرق الأوسط وأمريكا. قام بتأليف عشرات الكتب والمقالات العلمية باللغتين الإنجليزية والعربية حول مواضيع تراوحت بين الأدب والدين والنظام العالمي. كان أول شخصٍ غير غربي يتم تعيينه رئيسًا للرابطة الدولية لدراسة الأدب الأيرلندي.
في وقتٍ لاحقٍ من عام 1992م، أصبح أول شاغلٍ لمنصب رئيس الكرسيّ البهائي للسلام العالمي في جامعة ميريلاند في أمريكا، حيث عمل بصورةٍ أكاديميةٍ على تطوير بدائل لحل الصراعات بالعنف، واستكشاف الحلول الروحية لمختلف المشاكل العالمية والاجتماعية.
بعد ذلك وحتى أوائل عام 2015م، أصبح بشروئي مديرًا لـ كرسي خليل جبران للقيم والسلام في جامعة ميريلاند، وكان باحثًا في دراسات السلام في مركز التنمية الدولية وإدارة النزاعات.
طوال حياته المهنية الطويلة، عمل مع أجيالٍ من الشباب لتعزيز ثقافة السلام. تم الاعتراف به في العديد من البلدان التي قام بالتدريس فيها (السودان ونيجيريا والمملكة المتحدة وكندا ولبنان والولايات المتحدة)، بسبب التحوّل الفكري والروحي الذي أحدثه في حياة طلابه.

## الأوسمة والجوائز
طوال مسيرته المهنية الطويلة، حصل سهيل بشروئي على العديد من الأوسمة، بما في ذلك:
- وسام الاستحقاق الوطني اللبناني.
- جائزة أونا إليس فيرمور الأدبية من جامعة لندن.
- وسام الاستحقاق الفضي من وسام القديس جورج القسطنطيني المقدس والعسكري الذي يرعاه الفاتيكان.
- جائزة جامعة ميريلاند لأعضاء هيئة التدريس المتميزين.
- استشهاد حاكم ولاية ماريلاند للتميز في التعليم.
- جائزة الإنجاز مدى الحياة من رابطة خريجي الجامعة الأمريكية في بيروت.
- جائزة جولييت هوليستر من معبد التفاهم عن الخدمة الاستثنائية للتفاهم بين الأديان.

## من أشهر مؤلفاته
بالعربية
- الأدب اللبناني بالإنكليزية
- جبران الخالد
- دين الله واحدٌ
- تراثنا الروحي (عربي)

بالإنجليزية
- الحكمة عند العرب
- جبران الإنسان والشاعر
- أبرز رسائل الحب العالمية
- الحكمة الايرلندية
- جورج برنادشو
- خليل جبران: الكنز الروحي
- اشعار يتس
- رسائل الحب لجبران
- تراث الأدب العربي - جزئين
- النبي – دراسة في أدب جبران
- تراثنا الروحي (إنجليزي)

## أنظر أيضًا
- مقالة - الموت يغيّب «سهيل» الأدب والمعرفة
- مقابلة تلفزيونية - حوار خاص - سهيل بشروئي - كاتب وناقد أدبي - 2014-03-23
- مقالة صحيفة النهار - سُهيل بُشْرُوئي سَيفْتقِدُه جبران والريحاني
- صحيفة الحياة - سهيل بشروئي رسخ حوار الاديان والنقد الادبي المهجري
- رسالة وفاء من الدكتور طارق الشدياق - "إلى بروفسور سهيل بشروئي "
- الكرسي البهائي للسلام العالمي
- كرسي خليل جبران للقيم والسلام